# Gilza (papiernictwo)

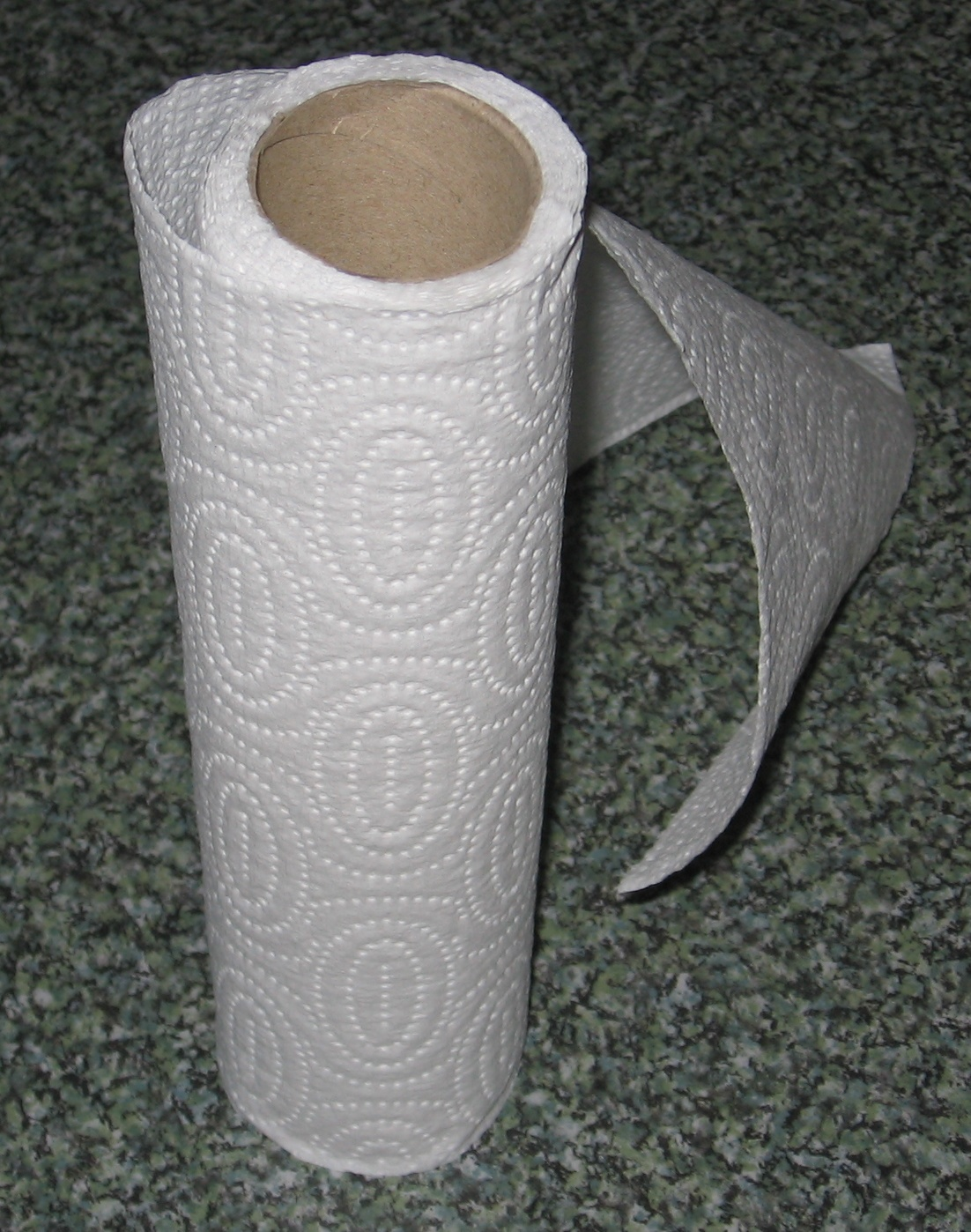
Ręcznik papierowy nawinięty na tekturową gilzę

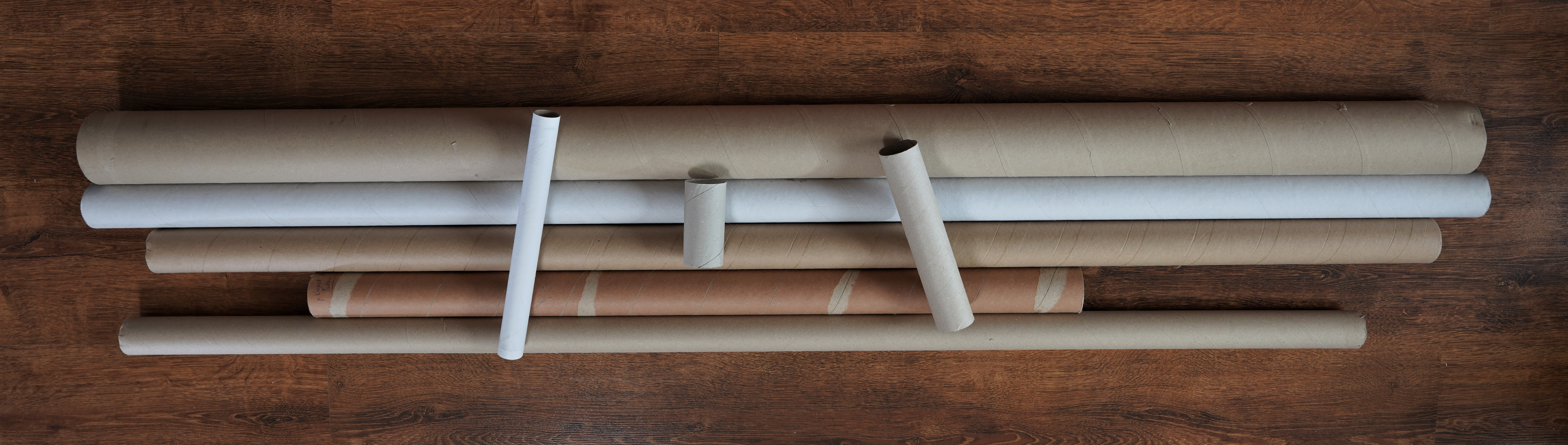
Różne rozmiary gilz

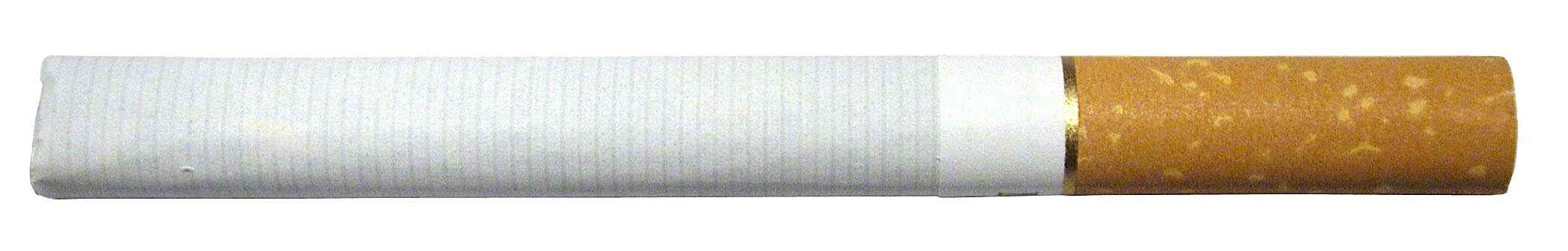
Gilza papierosa

Gilza – papierowa lub tekturowa tuleja, na którą nawinięta jest wstęga papieru konfekcjonowanego w postaci roli lub bobiny. W innym znaczeniu jest to rurka z bibułki do papierosów z ustnikiem lub bez ustnika.
W gospodarstwie domowym powszechnie spotyka się papier toaletowy i ręczniki papierowe konfekcjonowane na gilzach. Podobnie jest konfekcjonowane czyściwo papierowe.
W przemyśle poligraficznym na gilzach są konfekcjonowane papiery do druku zwojowego.
W reprografii używa się papieru zwojowego na gilzach do ploterów bębnowych oraz drukarek średnio- i wielkoformatowych. Powszechnie są również używane bobiny z papierem termicznym nawiniętym na gilzy tekturowe, stosowane we wszelkiego typu drukarkach termicznych – np. kasach fiskalnych, taksometrach, terminalach płatniczych, bankomatach.

## Wymiary
Szerokość gilzy jest dostosowana do produktu na nią nawiniętego. Nie powinna być dłuższa niż szerokość wstęgi papieru, a zazwyczaj jest jej równa.
Istotnym wymiarem jest średnica wewnętrzna gilzy. Jest ona podawana jako jeden z parametrów roli lub bobiny. Średnica wewnętrzna jest normalizowana dla poszczególnych produktów. Przykładowo podłoża do drukarek wielkoformatowych mają najczęściej średnicę 3 cali. Drukarki średnioformatowe używają podłoży na gilzach 2- lub 3-calowych. Papier toaletowy i ręczniki papierowe najczęściej mają gilzy o średnicach wewnętrznych: 35, 40, 45, 55 lub 60 mm. Wymiary papieru toaletowego reguluje Polska Norma PN-85/P-50546.